# Северное Онтарио
Се́верное Онта́рио — часть канадской провинции Онтарио, расположенная севернее озера Гурон (включая залив Джорджиан-Бей), Френч-Ривер и озера Ниписсинг. Область занимает 87 % территории Онтарио, при этом в ней проживает менее 7 % населения.
В начале XX века Северное Онтарио часто называли «Новое Онтарио» (англ. New Ontario, фр. Nouvel Ontario). Английская версия этого названия уже устарела, а по-французски регион до сих пор носит название Новое Онтарио.
Большая часть территории расположена на большом каменистом плато, носящем название «Канадский щит». Основу промышленности составляет горное дело, лесоводство и гидроэнергетика.
Северное Онтарио сильно отличается от остальной провинции в экономическом, политическом, географическом и социальном аспектах. Неоднократно возникали движения за отделение области от Онтарио, но все они потерпели поражение. Несмотря на это, некоторые организации рассматривают Северное Онтарио как отдельную провинцию, например, это единственный подрегион Канады, который посылает свою собственную команду на турнир по кёрлингу Tim Hortons Brier. Северное Онтарио приравнено к регионам Крайнего Севера

## История

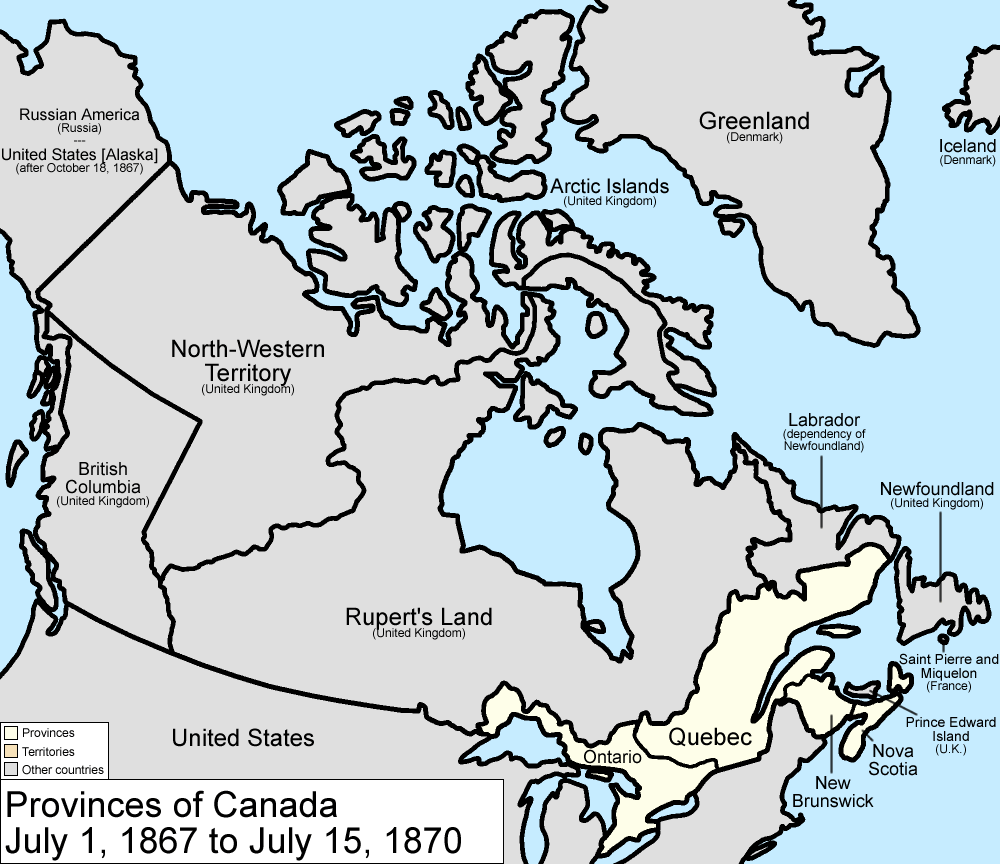
Территория провинции Канада в 1867 году

Большое количество пушных зверей сделало регион очень важным во времена торговли мехом. В конце XVIII-начале XIX века здесь проходило противостояние двух основных компаний: компании Гудзонова залива и Северо-западной компании, которое завершилось только с объединением этих компаний в 1821 году.
Та область Северного Онтарио, которая была частью Новой Франции (в бассейне реки Оттавы, озера Гурон и озера Верхнего), отошла Великобритании по парижскому мирному договору 1763 года и стала частью Верхней Канады в 1791 году, Провинции Канады в 1840—1867 годы.
Самая южная часть Северного Онтарио, граничащая с Великими озерами была частью провинции Онтарио с образования конфедерации в 1867 году. Южная часть Северо-Западного Онтарио была отдана провинции по решению Судебного комитета тайного совета в 1884 году и подтверждена британским парламентом в 1889 году по акту о Канаде (границы Онтарио).
Северная часть области вплоть до Гудзонова залива была передана провинции от Северо-Западных территорий парламентом Канады по акту о расширении границ Онтарио в 1912 году.

## Административное деление

### Округа
В некоторых случаях Северное Онтарио делится на Северо-Западное и Северо-Восточное Онтарио, при этом три самых западных округа (Рейни-Ривер, Кенора, Тандер-Бей) составляют Северо-Западное Онтарио, а остальные округа принадлежат Северо-Восточному Онтарио
.
В отличие от графств и районов Южного Онтарио, в округах отсутствуют собственные правительства и администрация, которые выполняют определённые муниципальные услуги. Плотность населения в округах слишком мала для административной системы графств, поэтому множество муниципальных услуг предоставляется провинциальным правительством напрямую. В частности, дороги в округах поддерживаются провинцией, а не графствами.
Северное Онтарио включает следующие округа: Алгома, Кенора, Кокран, Манитулин, Ниписсинг, Рейни-Ривер, Садбери, Тандер-Бей, Тимискаминг. Большой Садбери — муниципальное образование одного уровня, политически не являющееся частью округа Садбери — единственная переписная единица Северного Онтарио, где муниципальные услуги предоставляются местной администрацией, а не провинцией.
Часть округа Ниписсинг, которая лежит южнее формальной линии, разделяющей Северное и Южное Онтарио, рассматривают частью Северного Онтарио, так как она является частью округа Ниписсинг. Аналогично, для различных целей округ Парри-Саунд и район Мускока (выделенные на карте) рассматриваются частью Северного Онтарио, хотя географически находятся в Центральном Онтарио 
. В 2004 году правительство провинции вернула Мускоку в своё определение Северной Онтарио .

#### История округов
Провинция Онтарио начала создавать округа в малозаселённом Северном Онтарио с образования округов Алгома и Ниписсинг в 1858 году. Эти округа не имели муниципальных функций, они выполняли только судебные и административные услуги. После образования провинции Онтарио в 1867 году первым созданным округом в 1871 году стал округ Тандер-Бей, который ранее был частью округа Алгома. Правительство Онтарио с большой неохотой создавало округа на севере, так как северная и западная границы провинции были предметом больших споров после образования конфедерации. К 1899 году было 7 северных округов: Алгома, Манитулин, Мускока, Ниписсинг, Парии-Саунд, Рейни-Ривер и Тандер-Бей. Еще 5 округов было образовано между 1907 и 1922 годом: Кокран, Кенора, Садбери, Темискаминг и Патрисия. Округ Патрисия был объединен с округом Кенора в 1927 году.

### Города

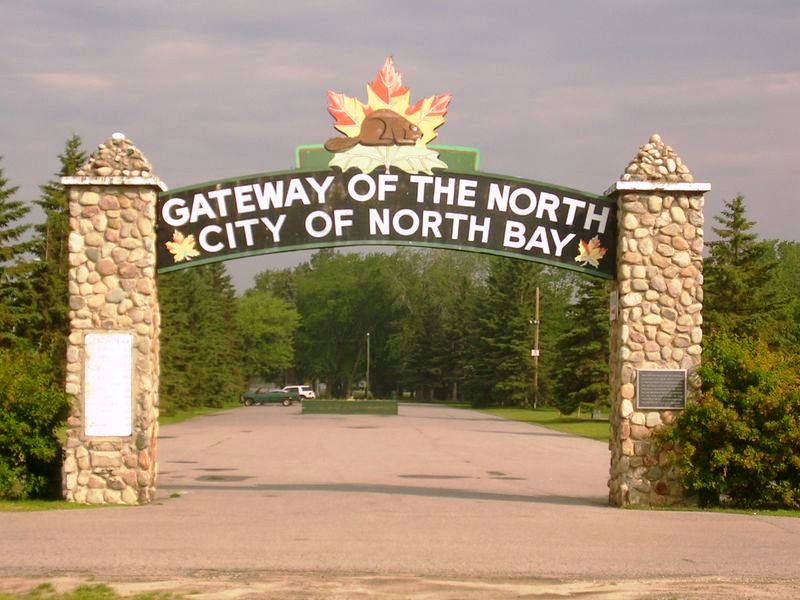
Норт-Бей часто рассматривается воротами в Северную Онтарио

В Северном Онтарио расположено 9 крупных городов, которые перечислены в порядке убывания численности населения по последней переписи:
- Большой Садбери (157 857; CMA 158.258)
- Тандер-Бей (109 140; CMA 122.907)
- Су-Сент-Мари (74 948; CA 80 098)
- Норт-Бей (53 966; CA 63 424)
- Тимминс (42 997)
- Кенора (15 177)
- Элиот-Лейк (11 549)
- Темискаминг-Шорес (10 732; CA 12 904)
- Драйден (8195)

До образования Большого Садбери в 2001 году самым крупным по численности был Тандер-Бей, но старый Садбери имел более населённые окрестности, включая Valley East, который был шестым крупным городом в регионе.

## Экономика

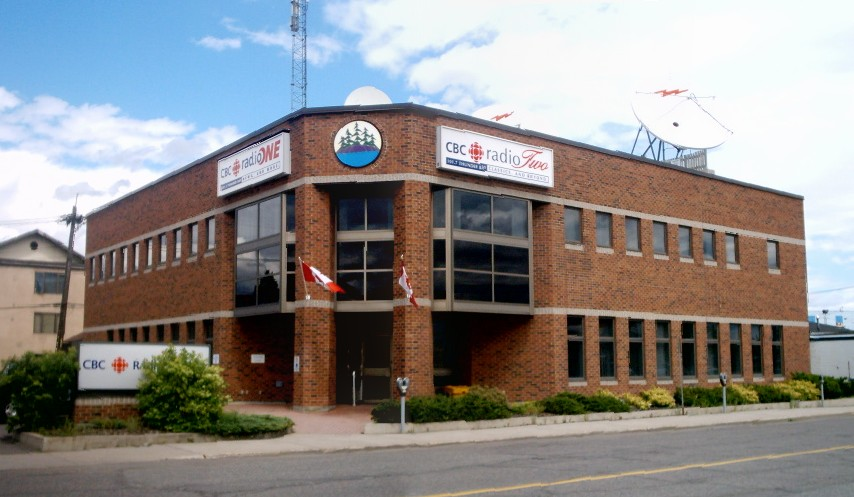
CBC Studio

Садбери и Тандер-Бей — основные города Северо-Восточного и Северо-Западного Онтарио, соответственно. Они достаточно сильно отличаются друг от друга экономически и культурно, а также удалены друг от друга географически, но ни один из них не может быть центром всей области.
Садбери является экономическим центром, в нем живет больше жителей, при этом Тандер-Бей находится на основном транспортной линии. Международный аэропорт Тандер-Бей является третьим аэропортом Онтарио после аэропортов в Торонто и Оттаве с пассажиропотоком более 600 000 человек в год и четырьмя международными рейсами ежедневно. Экономика Садбери, большую часть которой составляет государственный сектор (образование и здравоохранение) более диверсифицирована, чем экономика Тандер-Бей, основой которой является добыча полезных ископаемых.
Согласно сырьевой теории развития Канады в 1920-х годах, Северное Онтарио является «периферийным» регионом, чьё экономическое развитие напрямую зависит от полезных ископаемых, добываемых в регионе.
Северное Онтарио испытывало некоторые сложности в поддержании своей экономики и численности населения одновременно. Население всех городов региона уменьшилось между переписями населения в 1996 и 2001 годах. И хотя в городах пытаются диверсифицировать экономику, регион остаётся зависимым от сырья. Горная и лесная промышленность являются двумя двигателями экономики, хотя транспорт и туризм также развиты. Перепись населения 2006 года показала незначительный рост в некоторых городах области.

## Транспорт
В провинции проложена железнодорожная линия, принадлежащая компании Ontario Northland Railway. По этой линии курсирует грузопассажирский поезд «Polar Bear Express».

## Политика

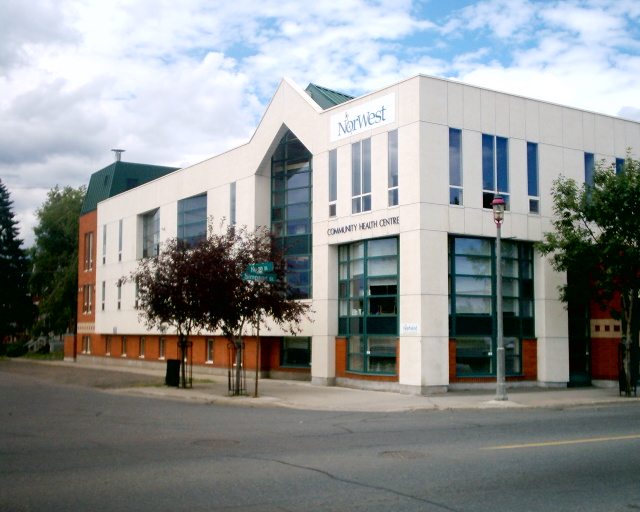
Медицинский центр в Тандер-Бей

На федеральных выборах 2008 года Новая демократическая партия победила почти во всех округах. Исключение составили Ниписсинг-Тимискаминг, где сохранил своё место либерал Энтони Рота (Anthony Rota), и Кенора, где победил консерватор Грег Рикфорд (Greg Rickford).
Основным политическим вопросом в последнее время является экономическое оздоровление области, продолжение автомагистрали 400 от Парри-Саунда до Садбери, улучшение качества оказываемых медицинских услуг, а также противоречивый вопрос (отклонённый в настоящее время) об утилизации отходов Торонто в заброшенных шахтах региона.

### Движения об отделении

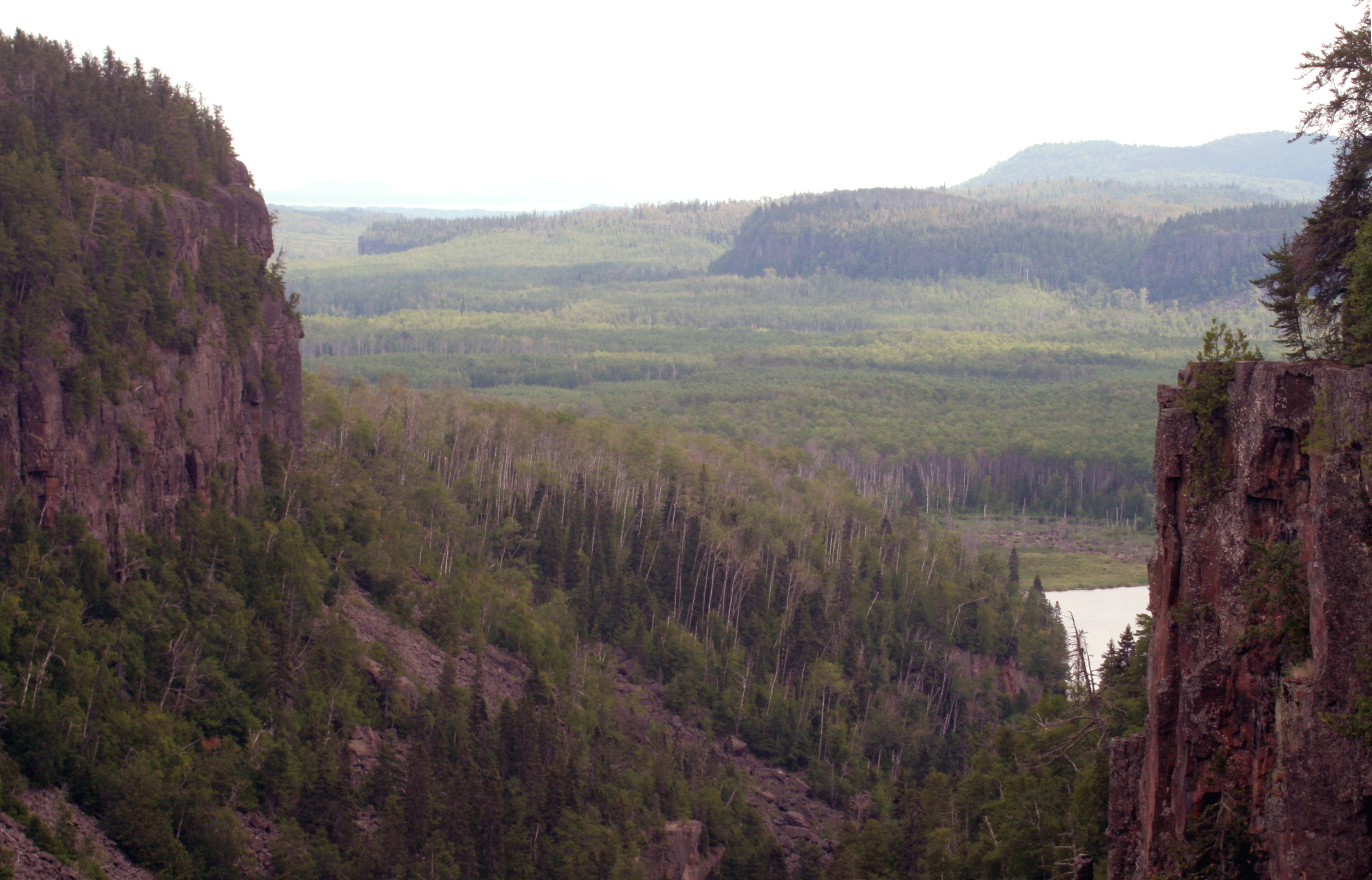
Природа Северного Онтарио

Растущая безработица, недостаток внимания к проблемам региона и сложности диверсификации региона привели к недовольству среди жителей Северного Онтарио. В конце 1970-х была образована партия Северного Онтарио, выступающая за отделение области от провинции. Партия привлекла умеренную поддержку и распустилась в 1980-х.
Несмотря на это, время от времени возникают предложения об отделении региона, присоединении его к провинции Манитоба или предоставлении большей автономии в управлении регионом.

## Образование

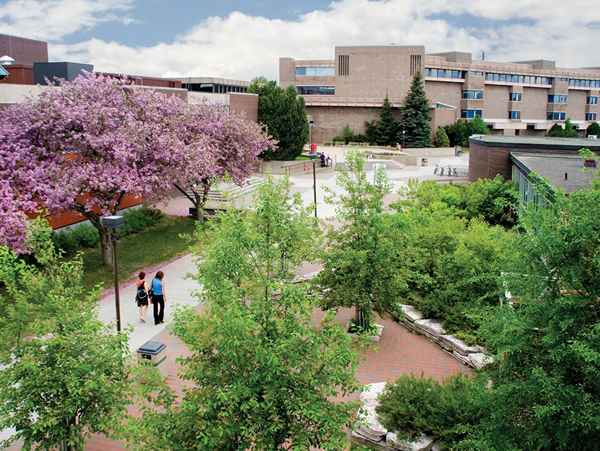
Университет Лейкхеда в Тандер-Бей

В области находится четыре университета: университет Лейкхеда в Тандер-Бей, Лаврентийский университет в Садбери, университет Ниписсинга в Норт-Бей и университет Алгомы в Су-Сент-Мари, который только в 2008 году отделился от Лаврентийского университета. Кроме этого, у Лаврентийского университета есть кампусы в Хёрсте, Капускасинге и Тимминсе, и франкофонный (фр.  Université de Hearst ). У всех университетов есть филиалы в небольших городах Южного Онтарио, в которых нет своих университетов. В области находится 6 колледжей.
Кроме того, в области действует система удалённого обучения, которая предоставляет образовательные услуги жителям отдалённых населённых пунктов Северного Онтарио.
В начале 2000-х правительство провинции Онтарио объявило об образовании Школы медицины Северного Онтарио, которая открылась в 2005 году. Эта школа, совместный проект Лаврентийского университета и университета Лейкхед, делает акцент на медицине в сельских районах.